# 德列韦斯
德列韦斯，是西班牙卡斯蒂利亚-拉曼恰瓜达拉哈拉省的一个市镇。总面积38平方公里，总人口352人（2001年），人口密度9人/平方公里。